# 崔光伯
崔光伯（？—531年），清河郡东武城县（今河北省衡水市故城县）人，出自清河崔氏定著六房之一的清河青州房，北魏官员。

## 生平
崔光伯和哥哥崔光韶是双胞胎兄弟，两人的操行学业相等，互相之间特别友爱。崔光韶通过吏部尚书李冲，将奉朝请的官职让给崔光伯，言辞态度很诚恳。李冲替崔光韶上奏，魏孝文帝元宏很是赞赏，就同意了。崔光伯历任尚书郎、青州别驾，之后因为族弟崔休出任青州刺史，于是申请解除职务。尚书上奏说：“按照礼法：始封的国君不以叔伯和兄弟们为臣，国君的儿子以兄弟作臣却不以叔伯作臣，国君的孙子就让同祖父的后代都做臣。计议始封的国君，已经是传世的始祖，还不能以堂兄弟做臣，何况现在的刺史，已经不是世袭，却可以让兄弟行臣的礼节，执笏板称名吗？核查崔光伯请求解任，在礼法上没有错误，恳请答应他的请求，以明确道德教化的规矩。”灵太后下令同意。崔光伯很快出任北海郡太守，有关部门认为崔光伯任期已满，依例奏请派人替换。魏孝明帝元诩诏令说：“崔光伯自从在海边任职，清廉的风气远扬，加上他的哥哥崔光韶又能辞官奉养母亲，兄弟忠孝，应该有表彰任用，可以再延长崔光伯三年任期，以激励风俗。”崔光伯后来出任太傅谘议参军。
普泰元年（531年）二月，镇远将军崔祖螭和张僧皓率领青州七郡的部众反叛北魏，包围青州的东阳城，十余日之间，部众达到十多万人。青州刺史元贵平想要崔光伯出城慰劳叛军，崔光伯的哥哥崔光韶说：“城民骄纵，由来已久，人人忿恨，怨气很盛。古人说：‘众怒如同水火’，由此看来，今天是不可以用劝慰制止叛乱的。”元贵平强迫崔光伯出城，崔光韶说：“刺史受委任管辖一方，总管万里，但是治理的大事不与国士商议，与你共腹心的都是奉迎小人。既不能绥抚遏制以杜绝事变在萌芽中，又不能安坐观察，等待敌人气焰衰搓。逼迫我弟弟做没有意义的事，如果他单骑独往，可能被拘留，如果以兵众临敌，势必引起相互敌对，可以预料无济于事。”元贵平逼迫不已，崔光伯不得已出城，走出数里，东阳城民因为崔光伯兄弟是民心所向，害怕崔光伯被叛军截留，随从防卫崔光伯的人很多。叛军以为他们是来挑战的，崔光伯还来不及说明来意，就被流箭射中死去。朝廷赠予征东将军、青州刺史。

## 家族

### 父亲
- 崔幼孙，北魏太原郡太守

### 兄弟
- 崔光韶，北魏征东将军、金紫光禄大夫

### 子女
- 崔滔，东魏殷州别驾